# Бондарев Костянтин Тимофійович
Костянти́н Тимофі́йович Бо́ндарев (20 травня 1913, Російська імперія — 1979, СРСР) — радянський діяч, вчений, організатор скляної промисловості. Доктор технічних наук (1970).

## Життєпис
У 1933 році закінчив скляний технікум у місті Костянтинівці Донецької області.
З 1933 року працював на заводі «Автоскло» в мсті Костянтинівці, де керував зміною в цеху з вироблення листового скла на машинах Фурко. Потім — головний інженер заводу «Автоскло». У 1937 році брав участь у створенні рубінового скла для червоних зірок на вежах Московського Кремля. Член ВКП(б).
Під час німецько-радянської війни перебував у евакуації, керував рядом евакуйованих скляних заводів. 
Після війни повернувся до міста Костянтинівки Сталінської (Донецької) області. До 1965 року працював директором костянтинівського заводу «Автоскло».
У жовтні 1965 — 1968 року — 1-й заступник міністра промисловості будівельних матеріалів УРСР.
З 1968 року — на науковій роботі в Державному інституті скла.
Автор більш ніж 300 друкованих праць (монографій «Скло в будівництві», «Шлакосіталли в будівництві», «Листове поліроване скло»), в тому числі 97 винаходів. Протягом багатьох років співпрацював із журналом «Скло та кераміка», а також входив до його редакційної колегії.
Помер 1979 року.

## Нагороди та відзнаки
- ордени
- медалі
- Сталінська премія ІІІ ст. (1948) — за розробку та впровадження швидкісних методів витягування шибки на машинах Фурко та способу тонкошарового завантаження шихти в скловарні печі, що забезпечують значне збільшення виробництва скляних заводів
- Сталінська премія ІІІ ст. (1952) — за розробку та широке впровадження серії флюсів для автоматичного зварювання